# Wait for Sleep
"Wait for Sleep" je sedma pjesma s albuma Images and Words (izdan 1992. godine) američkog progresivnog metal sastava Dream Theater. Osim na studijskom izdanju, pjesma je još uključena u DVD video izdanje Images and Words: Live in Tokyo. Glazbu i tekst pjesme napisao je bivši klavijaturist Kevin Moore. Cijela pjesma je zapravo duet Moorea i pjevača Jamesa LaBriea, ukupnog trajanja 2 minute i 32 sekunde. Tekst pjesme govori o Mooreovoj prijateljici, koja je u to vrijeme proživljavala teške trenutke. 
Također je tekst pjesme "Wait for Sleep" izvor naslova albuma:
She shuts the doors and lights

And lays her body on the bed

Where images and words are running deep

## Izvođači
- James LaBrie - vokali
- John Petrucci - električna gitara
- John Myung - bas-gitara
- Mike Portnoy - bubnjevi
- Kevin Moore - klavijature